# Smile (singolo Katy Perry)
Smile è un singolo della cantante statunitense Katy Perry, pubblicato il 10 luglio 2020 come quarto estratto dal sesto album in studio omonimo.

## Pubblicazione
Il 9 luglio 2020 la cantante, dopo aver svelato nome e copertina dell'album, ha annunciato che la title track sarebbe stata pubblicata come singolo il giorno successivo.

## Descrizione
Il brano è basato su un campionamento di Jamboree, canzone dei Naughty by Nature del 1999.

## Video musicale
Il video musicale, diretto da Matthew Cullen, è stato reso disponibile il 14 agosto 2020.

## Tracce
Testi e musiche di Katheryn Hudson, Josh Abraham, Oliver Goldstein, Brittany "Starrah" Hazzard, Ferras Alqaisi, Benny Golson, Kier Gist, Anthony Criss e Vincent Brown.
Download digitale
1. Smile – 2:46

Download digitale – Giorgio Moroder Remix
1. Smile (Giorgio Moroder Remix) – 3:07

Download digitale – Joel Corry Remix
1. Smile (Joel Corry Remix) – 3:01

Download digitale – M-22 Remix
1. Smile (M-22 Remix) – 3:00

Download digitale – Though Love Remix
1. Smile (Though Love Remix) – 2:47

Download digitale – Marshall Jefferson Remix
1. Smile (Marshall Jefferson Remix) – 2:38

## Formazione
Musicisti
- Katy Perry – voce
- Kamaria Anita Ousley – cori
- Lincoln Adler – sassofono
- Dave Richards – tromba

Produzione
- Josh Abraham – produzione
- Oligee – produzione
- G Koop – produzione aggiuntiva
- Louie Gomez – ingegneria del suono
- Blake Harden – ingegneria del suono
- CJ Mixed It – ingegneria del suono
- Darth "Denver" Moon – ingegneria del suono
- Manny Marroquin – missaggio
- Chris Galland – missaggio
- Robin Florent – assistenza al missaggio
- Scott Desmerais – assistenza al missaggio
- Dave Kutch – mastering

## Successo commerciale
Nella Official Singles Chart britannica Smile ha raggiunto la 73ª posizione nella settimana del 10 settembre 2020 con 6 413 unità di vendita, diventando il trentaduesimo ingresso di Katy Perry nella top seventy-five della classifica.

## Classifiche
| Classifica (2020) | Posizione massima |
| ----------------- | ----------------- |
| Argentina         | 77                |
| Belgio (Fiandre)  | 62                |
| Belgio (Vallonia) | 79                |
| Croazia           | 15                |
| Irlanda           | 99                |
| Islanda           | 39                |
| Polonia           | 57                |
| Regno Unito       | 73                |
| Russia            | 23                |
| Stati Uniti       | 121               |